# 广州基督教青年会
广州基督教青年会（Young Men's Christian Association of Guangzhou，简称广州YMCA）是成立于中國廣東省广州市的基督教性质的社会服务团体。主要服务于广州地区的青年群体和社会弱势群体。

## 現狀
广州基督教青年会成立于1909年。原址设于广州市长堤，1999年搬迁至天河区现址。广州基督教青年会倡导广州社会的文化事业，以大众化的形象致力于对完美人格的培养，社会福利事业和平民教育。在中国抗日战争时期，广州基督教青年会以开展战时社会文化事业和救济事业、开设工区服务点和组织随军服务团的形式投入抗日救亡运动，是战时民间服务团体的最持久者之一。
广州基督教青年会的主管单位是广州市民族宗教事务局，同时接受中华基督教青年会全国协会的业务指导。广州基督教青年会的社团登记管理机关为广州市民政局。
当代广州基督教青年会为与中國政府規定的社会主义社会相适应，不断做出理念调整。目前注册会员人数超过1000人，社会服务每年约1万人次。

## 发展历史

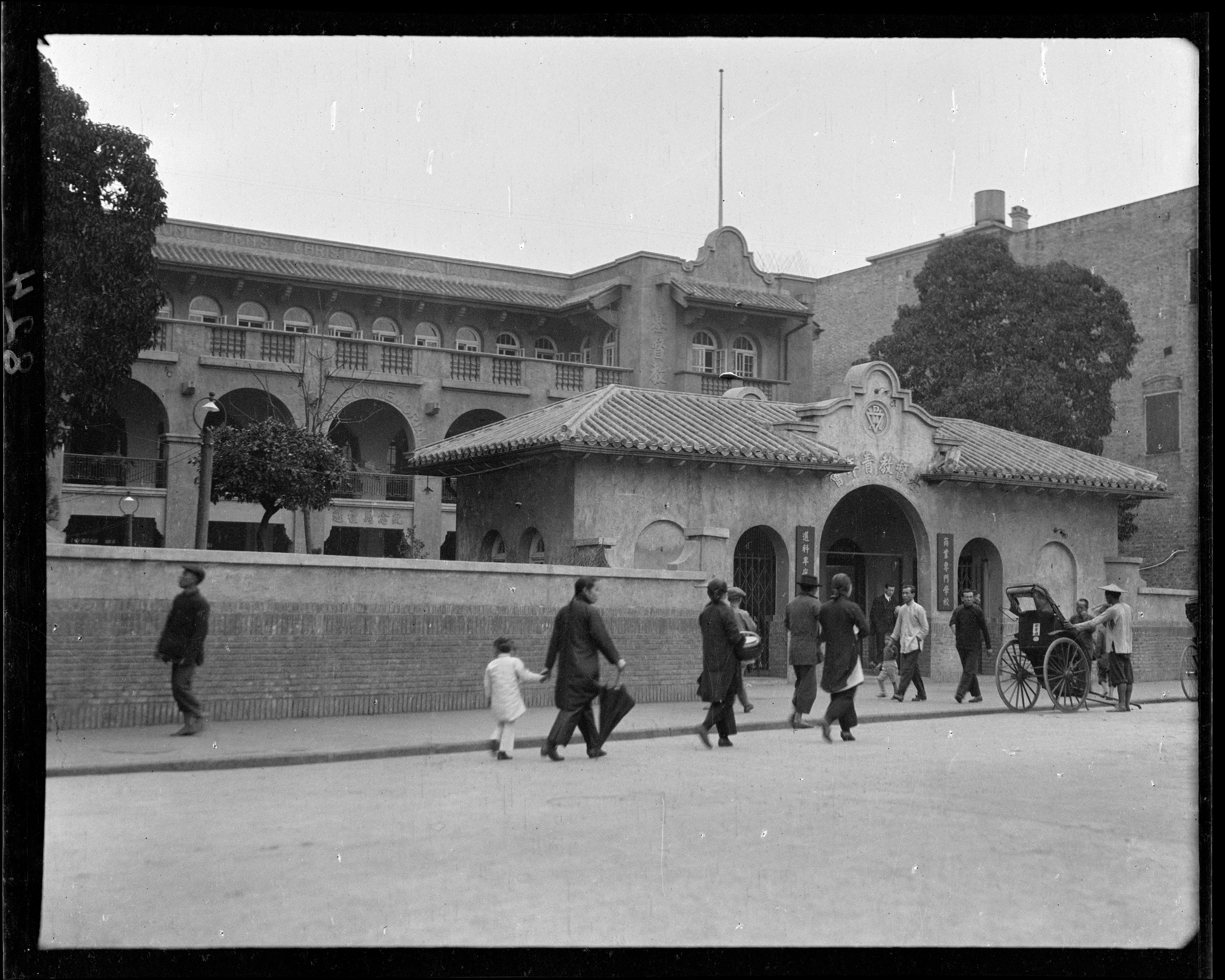
廣州基督教青年會長堤會所，目前已被清拆。

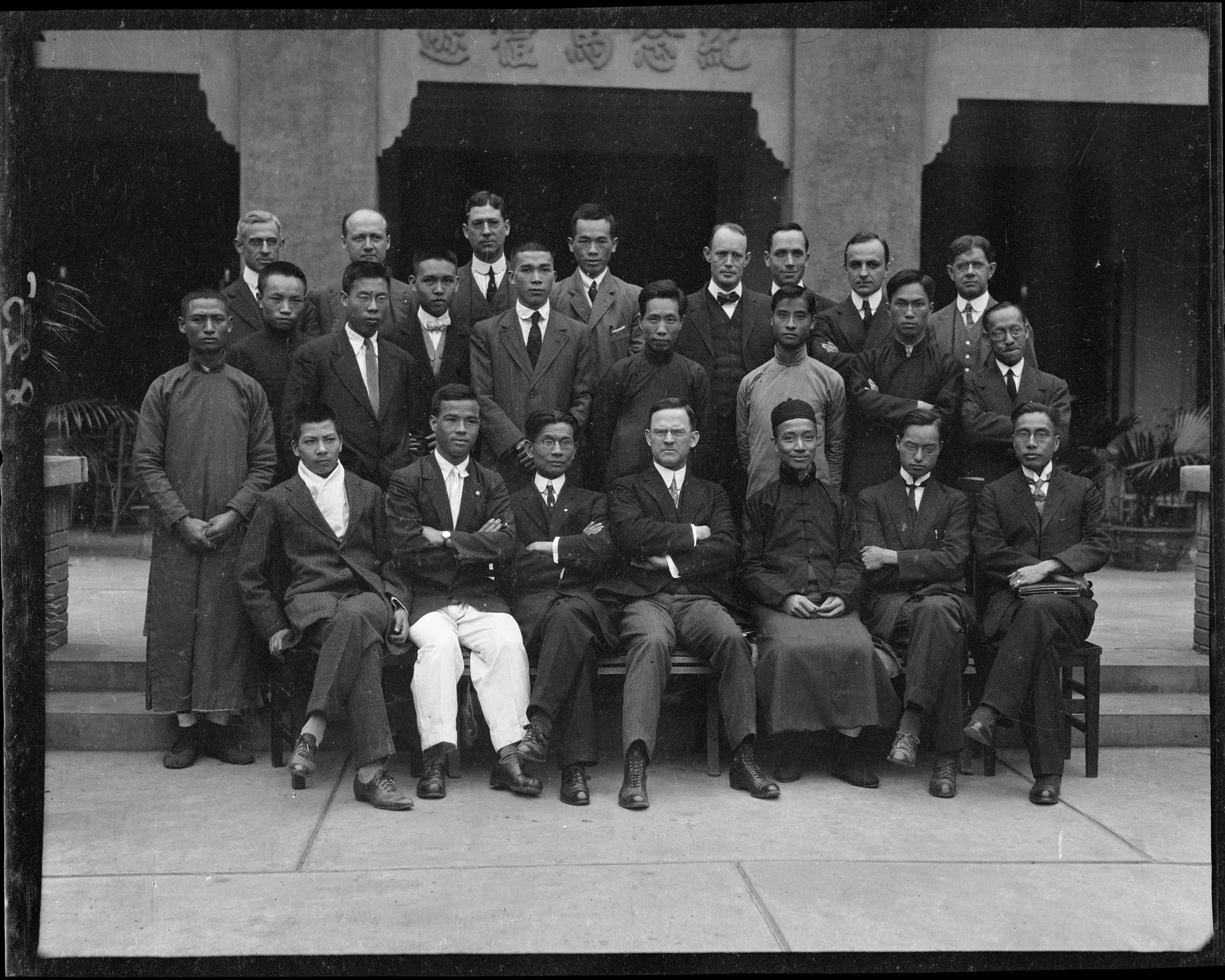
長堤會所前合影的幹事們。

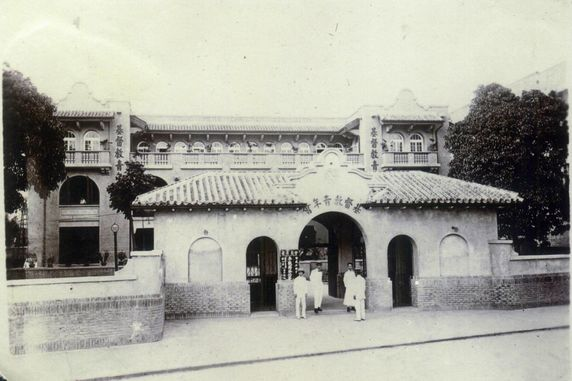
長堤會所。

1907年至1909年，为广州基督教青年会的筹备期。1908年12月第一任董事会成立。
1909年11月，租借五仙门外长堤浸信会旧址作为会所，举行第一届徴求会员大会，同时创办青年会第一份周刊《广州青年报》。
1917年10月，长堤会所建成并投入使用。会所主楼是西班牙式三层建筑，外墙正面刻署“纪念马礼逊”字样，两旁各刻有“基督教青年会”六个大字。大楼首层设有大厅、衣帽间、问询处、接待室、办事处、桌球室、室内体育馆、会堂等，并建有广州首个和当时唯一的露天游泳池（60x20英尺）及露天操场。二层设有学校部课室、公共飯堂和小礼堂。三层为招待所，天台是花圃和蓄水池。大楼前有花园，内筑有喷水池。1918年6月，又在会所后面旷地兴建童军部会所。
1937年，七七事变后，抗日战争全面爆发。广州基督教青年会成立随军服务团和战时救护队。
1939年至1945年，广州基督教青年会迁往韶关，期间开展展示社会文化活动，开设工区服务点，组织随军服务团。
1945年8月，广州基督教青年会从粤北迁回广州。
1946年，长堤会所基本恢复功能，重新开展各项事工。同年组织成立“广州青年会合唱团”（后更名为“春之声”合唱团）。
1947年冬，成立了“娱乐教育研究社”，以进步文艺思想教育团结爱国青年学生，培养学校文艺骨干。
1948年秋，创办“街童会”，给贫苦民众的失学子女接受教育机会。
1950年1月，广州基督教青年会召开会员年会，时任广州市副市长的朱光应邀出席并作讲话。内战结束初期，青年会联合教会组织了“广州市基督教军民服务委员会”，并对外筹款，向中华民国政府撤退时炸毁海珠桥的灾民发放赈米。
1960年代中期，文化大革命开始，广州基督教青年会被迫停止一切活动。
1985年12月7日，广州基督教青年会和女青年会（YWCA）的复会仪式在长堤会所举行。
1980年代中后期，广州基督教青年会在传统事工的基础上，发展了一系列新的服务项目。成立了“广州基青业余文化技艺学校”，开设美术、音乐、语言艺术、舞蹈等培训班，修复会所内游泳池，并对外开放。恢复合唱团活动，举办医疗、卫生、音乐等专题讲座，并成立专为长者服务的青松俱乐部和英语俱乐部。
1992年4月，长堤会所因市政建设被征收，青年会临时迁至環市路华侨新村和平路39号办公。
1996年10月，广州基督教青年会迁往穗花新村，在组织、人事、经济独立前提下与女青年会（YWCA）合署办公，并联合展开事工活动。
1999年4月15日，广州基督教青年会接收到作为永久会所拆迁补偿的天河路549号龙苑大厦A2座西侧房产。
2000年，广州基督教青年会天河会所正式启用。
2009年，广州基督教青年会芳村会所（白鹤洞山顶培真路1号）启用以及广州基督教女青年会启用。

## 会训
“非以役人，乃役于人”是基督教青年会的会训，同时也是广州基督教青年的会训。会训源于圣经马可福音10章45节：“因为人子来，并不是要受人的服事，乃是要服事人。”

## 宗旨

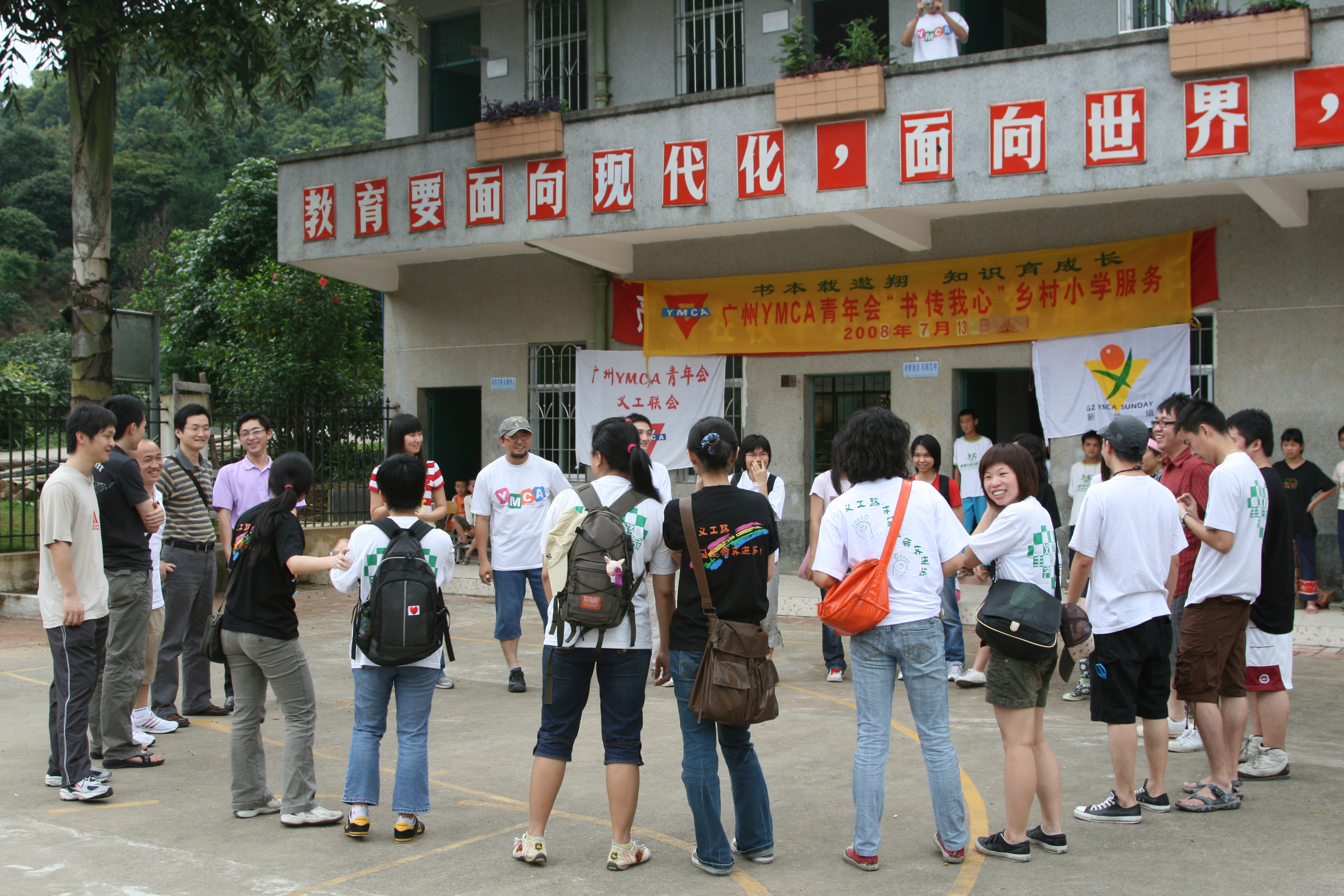
广州YMCA义工联会在增城畲族村小学组织的活动。

按照中國大陸的宗教政策，广州基督教青年会制訂的宗旨是：
- 自觉遵守中华人民共和国宪法、法律、法规和国家政策，遵守社会道德风尚。坚决拥护中国共产党的领导和社会主义制度，在政府主管部门的具体领导下，积极参与宣传党和国家的宗教信仰自由政策；
- 本着基督精神团结广大信教群众和不信教群众，联合社会各界人士，促进会员德、智、体、群四育均衡发展，以培养高尚健全的人格；热爱祖国，服务社会，造福人群，积极为构建和谐社会而努力；
- 坚持与时俱进，开拓进取，发挥桥梁和纽带的作用，引导信教群众更好地融入社会，也让社会了解信教群众；
- 坚持民主集中原则，走民主自律、自我发展、自成实体的道路，坚持基督教“三自”爱国的原则，开展国际友好交往，为促进祖国统一、维护世界和平做出贡献。

## 会徽
红色等边三角形中间设蓝色横杠，横岗上写有白色的英文大写字母“YMCA”，象征德、智、体、群四育的均衡发展。

## 会员服务
- 会员自我管理：由会员小组组长组成的“联席会议”对本会会员活动进行策划、讨论、推行、检讨和总结，实行民主集中的机制。
- 会友活动小组：根据会友不同年龄层次，兴趣爱好的需求，以小组的形式来建立服务平台。
- 会友联谊活动：每年组织会员、会友参加郊游、历史文化参观考察、文艺联欢、圣诞晚会等活动。
- 会友康体活动。

### 广州YMCA义工联会
广州YMCA义工联会成立于2001年2月正式，由志愿为社会提供义务服务的人士组成，配合青年会使命和目标开展社会服务活动。目前广州YMCA义工联会根据不同的社会服务对象共划分为12个组别，以专项小组形式每月不定期的组织开展活动。